# Oost-Timorese voetbalbond
De Oost-Timorese voetbalbond of East Timor Football Federation (FFTL) is de voetbalbond van Oost-Timor.
De voetbalbond werd opgericht in 2002 en is sinds 2005 lid van de Aziatisch voetbalbond (AFC) en sinds 2004 lid van de Zuidoost-Aziatische voetbalbond (AFF). In 2005 werd de bond lid van de FIFA. Het hoofdkantoor staat in Dili
De voetbalbond is onder andere verantwoordelijk voor het Oost-Timorees voetbalelftal en de nationale voetbalcompetitie, Liga Futebol Amadora do Timor-Leste.

## President
In december 2021 was de president Francisco Jeronimo.